# 쾌락의 서
쾌락의 서(자기애) : 황홀경의 심리학은 1909~1913년 사이에 오스틴 오스만 스페어(Austin Osman Spare)가 집필한 책이며 1913년에 자비 출판된 책이다. 
이 책은 스페어의 저술 중 핵심적인 텍스트로 간주될 수 있는데, 스페어의 아이디어에 대한 은비학적, 마법적 측면을 모두 다루고 있다. 지금은 혼돈 마법(chaos magic)에서 유명해진 시길(sigils)에 대한 현대적인 발상과 스페어의 화신(incarnation)에 관한 특별한 이론이 이 책에서 처음으로 소개되었다. 
쾌락의 서에는 스페어가 본문 내에서 언급한 장이 있지만 누락되어 있는데, 제2차 세계 대전 중에 소실된 것으로 보인다.
이 책은 원래 삽화로만 구성돼 "말없는 지혜"를 표방하는 침묵의 서(mutus liber)처럼 계획되었지만 나중에 내용이 추가되었다. 
이 책은 여러 번 재발행된 바 있다. 
1. Quebec: 93 Publishing, 1975.
2. Northampton: Sut Anubis, 1987 (facsimile).